# Borzęty
Borzęty (deutsch Bothoslust) ist ein untergegangener Ort in der polnischen Woiwodschaft Ermland-Masuren. Seine Ortsstelle liegt im Gebiet der Gmina Bartoszyce (Landgemeinde Bartenstein) im Powiat Bartoszycki (Kreis Bartenstein).
Die Ortsstelle von Borzęty liegt unmittelbar im Grenzgebiet auf polnischer Seite der Staatsgrenze zur russischen Oblast Kaliningrad  (Gebiet Königsberg (Preußen)), 13 Kilometer nördlich der Stadt Bartoszyce (deutsch Bartenstein).
Der kleine Ort Bothoslust wurde 1860 gegründet. Bis 1928 war er ein Vorwerk zum Gutsbezirk Schönbruch (nördlicher Teil heute russisch Schirokoje, südlicher Teil heute polnisch Szczurkowo) im ostpreußischen Kreis Friedland (ab 1927: Kreis Bartenstein). Von 1928 bis 1945 gehörte Bothoslust als Wohnplatz zur Landgemeinde Schönbruch.
In Kriegsfolge wurde Ostpreußen 1945 geteilt. Der nördliche Teil kam an die Sowjetunion (heute: Russland), der südliche Teil an Polen. Bothoslust lag auf der polnischen Seite und erhielt die polnische Namensform „Borzęty“. Aufgrund der Grenzlage wurde der Ort nicht mehr besiedelt und galt sehr bald als verwaist und untergegangen. Seine Ortsstelle gehört zum Bereich der Gmina Bartoszyce (Landgemeinde Bartenstein) im Powiat Bartoszycki (Kreis Bartenstein).
Bis 1945 war Bothoslust in die evangelische Kirche Schönbruch in der Kirchenprovinz Ostpreußen der Kirche der Altpreußischen Union, außerdem in die römisch-katholische Kirche Bartenstein im damaligen Bistum Ermland eingepfarrt.
Eine Zuwegung zur Ortsstelle Borzęty besteht nicht.